# Шаловці (община)
Община Шаловці (словен. Občina Šalovci) — одна з общин Словенії. Адміністративним центром є місто Шаловці.

## Населення
У 2011 році в общині проживало 1555 осіб, 761 чоловіків і 794 жінок. Чисельність економічно активного населення (за місцем проживання), 570 осіб. Середня щомісячна чиста заробітна плата одного працівника (EUR), 903,60 (в середньому по Словенії 987.39). Приблизно кожен другий житель у громаді має автомобіль (46 автомобілі на 100 жителів). Середній вік жителів склав 46,2 роки (в середньому по Словенії 41.8). 